# Ronald Coote
Pas d'image ? Cliquez ici

a Compétitions nationales et continentales officielles uniquement.

b Matchs officiels uniquement.
Ronald Joseph Coote dit Ron Coote, né le 25 octobre 1944 à Kingsford (Australie), est un joueur australien de rugby à XIII évoluant au poste de troisième ligne ou de deuxième ligne dans les années 1960 et 1970. Il est considéré comme l'un des meilleurs troisièmes ligne de rugby à XIII de l'histoire.

## Biographie
Il effectue sa carrière en Championnat de Nouvelle-Galles du Sud au sein de deux clubs, South Sydney et Eastern Suburbs, avec lesquels il dispute neuf finales de Championnat pour six titres. Il est également un des titulaires de la sélection d'Australie avec laquelle il remporte trois titres de Coupe du monde en 1968, 1970 et 1975. Il termine par ailleurs meilleur marqueur d'essais de la Coupe du monde 1968 aux côtés de Clive Sullivan et Lionel Williamson. En 2005, il est admis au temple de la renommée du rugby à XIII australien.

## Palmarès
- Collectif :
  - Vainqueur de la Coupe du monde : 1968, 1970 et 1975 (Australie).
  - Vainqueur du Championnat de Nouvelle-Galles du Sud : 1967, 1968, 1970, 1971 (South Sydney), 1974 et 1975 (Eastern Suburbs).
  - Finaliste du Championnat de Nouvelle-Galles du Sud : 1965, 1969 (South Sydney) et 1972 (Eastern Suburbs).
- Individuel :
  - Meilleur marqueur d'essais de la Coupe du monde : 1968 (Australie).
  - Élu meilleur joueur de la finale de la National Rugby League : 1971 (South Sydney).